# بوحديدن (الخمس)
بوحديدن هو دُوَّار يقع بجماعة أولاد علي منصور، إقليم تطوان، جهة طنجة تطوان الحسيمة في المملكة المغربية. ينتمي الدوّار لمشيخة الخمس التي تضم 5 دواوير. يقدر عدد سكانه بـ 1908 نسمة حسب الإحصاء الرسمي للسكان والسكنى لسنة 2004.

## روابط خارجية
- البوابة الوطنية للجماعات الترابية نسخة محفوظة 12 مارس 2018 على موقع واي باك مشين.
- المندوبية السامية للتخطيط